# Flinc
flinc ist eine App-basierte Mitfahrzentrale, die sich an Mitarbeiter von mittelgroßen und großen Unternehmen und Synergieparks richtet. Die Hauptelemente der App sind eine Plattform und ein System von Anreizen für Fahrgemeinschaften, das für jedes Unternehmen individuell angepasst werden kann. Das können unter anderem reservierte Parkplätze oder gesammelte Coins sein.
Mit der App können Pendler ein auf Dauer angelegtes Netzwerk für Fahrgemeinschaften aufbauen. Unternehmen können ein individuelles Mobilitätskonzept erstellen und umsetzen, Fahrgemeinschaften für ihre CO2-Bilanz erfassen, Anreize für die Bildung von Fahrgemeinschaften geben und je nach Gestaltung ihre Parkflächen besser auslasten.
Die erste flinc-Version war ein Business-to-Consumer-basiertes Mitfahrnetzwerk für spontane Vermittlung. Es verband Mitfahrzentrale mit sozialem Netzwerk. Zum 1. Januar 2019 stellte es den Betrieb ein.
Am 28. Februar 2019 nahm die flinc-App den Betrieb als Business-to-Business-Version am Mercedes-Benz-Standort Sindelfingen auf. Die App dafür wird von der P3 Group bereitgestellt.

## Funktionsweise
Registrierte Benutzer hinterlegen in ihrem Profil Abfahrtsort, Arbeitsort, den üblichen Arbeitszeitrahmen und ihre Kontaktdaten. Sie können in einem geschlossenen Netzwerk (Unternehmen) oder öffentlich Fahrgemeinschaften bilden. Damit das Profil dem jeweiligen Unternehmen zugeordnet werden kann, wird es durch die geschäftliche E-Mail-Adresse oder den zugehörigen Standortcode verifiziert.
In einer interaktiven Karte werden dem Benutzer andere Teilnehmer mit deren Alias angezeigt, wenn Übereinstimmungen bestehen. Sie können angefragt werden und wenn der Kontakt bestätigt wird, werden die angegebenen Kontaktinformationen einsehbar. Die Nutzer können sich dann außerhalb der App per Telefon, Mail oder Messenger zur gemeinsamen Fahrt verabreden.
Dem Fahrer wird ein QR-Code zugewiesen, den die Mitfahrer innerhalb der App scannen. Damit werden Fahrt, Fahrer und Mitfahrer registriert. Beendet ist die Fahrt, wenn über aktivierte Ortungsdienste der Smartphones die Einfahrt in den Geofence-Bereich des Fahrtziels erfasst wird, beispielsweise Parkhäuser in der Nähe des Werks.
Je nach gewünschtem Funktionsumfang des Unternehmens gibt es verschiedene Produkte:
- „Basic“: Mitarbeiter am Standort können Kollegen finden;
- „Plus“: Mitarbeiter am Standort können Kollegen finden und erhalten Vergünstigungen von ihrem Unternehmen;
- „Premium“: Mitarbeiter am Standort können Kollegen finden und erhalten ggf. eine Vergünstigung und vor Ort gibt es flinc-Parkplätze; die Parkberechtigung kann mit   der flinc-Parkwächter-App überprüft werden.

Für das Zustandekommen einer Fahrgemeinschaft können die Anwender an teilnehmenden Standorten sogenannte Coins generieren, die für Prämien eingesetzt werden können. Ferner erhält der Fahrer, dessen Kfz-Kennzeichen in der App registriert ist, für den Tag der Fahrgemeinschaft einen bevorzugten Parkplatz.

## Geschichte
Im Mai 2008 als Idee einiger Studenten der Hochschule Darmstadt entstanden, wurde das heutige Unternehmen im Jahr 2010 als Aktiengesellschaft gegründet. In der T-City wurde die technische Infrastruktur erprobt. Nach einem viermonatigen geschlossenen Technologietest ging das Projekt im Juli 2011 deutschlandweit in Betrieb. Es war auch eine Markteinführung außerhalb Deutschlands geplant.
Für die ersten Jahre erhielt flinc eine Startfinanzierung von der Investitions- und Strukturbank Rheinland-Pfalz und der KfW sowie von privaten Investoren; das Startup war noch nicht profitabel.
Im September 2017 wurde flinc von der Mercedes-Benz AG übernommen, am 5. November 2018 wurde im hauseigenen Blog die Schließung der Plattform zum Ende des Jahres bekannt gegeben.
Nach der Übernahme sammelte flinc Erfahrungen im Bereich Peer-to-Peer-Carpooling. Dabei wurden das Produkt und die Anwendung auf weitere Anwendungsfälle geprüft und anhand der Ergebnisse mit dem Fokus auf Mitarbeiter-Mobilität von Unternehmen und Synergieparks neu ausgerichtet.
flinc wurde im Mercedes-Benz-Werk Sindelfingen Anfang 2019 mit rund 35.000 Mitarbeitern getestet und nach erfolgreicher Testphase am Standort fortgeführt. Für das erste Quartal 2020 ist die Einführung für weitere Unternehmen geplant.
Chronologie
- 2019: Aufnahme des Betriebs im Mercedes-Benz-Werk Sindelfingen mit neuer Ausrichtung und Funktionalität[15]

- 2017: Testlauf der Dynamic-Ridesharing-Plattform für spontane und regelmäßige Fahrten an Mercedes-Benz-Standorten

- 2016:
  - Die „Studie Erneuerung der städtischen Mobilität - Wie kann ein Shuttle-System den kompletten motorisierten Individualverkehr in Hamburg ersetzen?“ wird veröffentlicht.[16]
  - Continental wurde Partner der flinc-Initiative 2proAuto.[17]
  - Der Landkreis Donnersberg nahm flinc in sein Mobilitätsangebot auf.[18]
  - Die Städte Dieburg,[19] Babenhausen[20] und Kelsterbach.[21] wurden Partner von 2pro Auto.[22]
  - Auf dem Mobilitätsplaner von DB Regio Bus, wurden flinc-Angebote angezeigt.[23]
  - Die Deutsche Bahn stellte die Daten ihrer Fahrplanauskunft zur Verfügung, so dass sämtliche Schienenpersonenfernverkehrs- und ÖPNV-Fahrten in Deutschland berücksichtigt werden konnten.[24] Mit dem „DB Busradar NRW“ wurden über GPS ermittelte Bus-Standorte mit flinc vom Smartphone aus abrufbar.[25]

- 2015
  - Opel und Deutsche Bahn investierten in flinc: Die Bahn wollte damit einen Tür-zu-Tür-Dienst aufbauen und mehr Kunden aus dem ländlichen Raum gewinnen. Opel wollte sich als Mobilitäts-Dienstleister präsentieren.[26]
  - Landkreis Offenbach ergänzte sein Mobilitätsangebot um flinc. Er erhoffte sich eine Entschärfung der Situation bei Fahrplan-Ausfällen.[27]
  - Dietzenbach unterstützte 2proAuto, mit der freie Plätze in Autos besser ausgelastet werden sollten.[28] 2proAuto wurde mit dem Ideenpreis Klimaschutz der Stadt Frankfurt ausgezeichnet.[29]
  - Die Region Spessart und der Main-Kinzig-Kreis integrierten flinc in das Mobilitätsnetz Spessart.[30]

- 2014
  - Das Qixxit-Mobilitätsportal wurde im Jahr 2012 von der DB Vertrieb entwickelt, stand seit Juni 2014 als Smartphone-App zur Verfügung und war ab März 2016 kurzzeitig Mitglied von 2pro Auto. Flinc war ab November 2014 in Qixxit integriert.[31]
  - Opel organisierte sein betriebsinternes Mobilitätsmanagement über flinc.[32]
  - St. Georgen, das St. Georgener Technologiezentrum sowie die Firmen ebm-papst und J.G. Weisser kooperierten mit flinc und erhofften sich dadurch eine Verbesserung ihrer CO2-Bilanz.[33]
  - Der Schwarzwald-Baar-Kreis verzeichnete nach einem Jahr Zusammenarbeit mit flinc zwischen 100 und 150 neue Nutzer pro Monat.[34]

- 2013
  - Im Neckar-Odenwald-Kreis ging ein Mitfahr-Netzwerk mit flinc online.[35]
  - Der Rems-Murr-Kreis kooperierte als erster Landkreis mit flinc, um die Mobilitätsangebote im ländlichen Raum zu verbessern.[36]

- 2012
  - Als erste Gebiete außerhalb Deutschlands führten die LEADER-Regionen Donau-Böhmerwald im Oberen Mühlviertel und Traun4tler-Alpenvorland im Bezirk Kirchdorf (beide Oberösterreich) flinc als Mobilitätslösung ein.[37]
  - flinc wurde Fördermitglied der Allianz pro Schiene. Gemeinsames Ziel sei es gewesen, „mit weniger Autos für mehr Menschen eine leicht verfügbare, bezahlbare und zugleich umweltverträgliche Mobilität zu organisieren.“[38] Bei einer Studie, die Status und Potenzial von betrieblichem Mobilitätsmanagement untersuchte, wurde flinc vom Ministerium für Wirtschaft, Klimaschutz, Energie und Landesplanung Rheinland-Pfalz und EcoLibro unterstützt.[39]
  - In der Limesregion des Schwäbisch-Fränkischen Waldes kooperierte flinc mit 14 Gemeinden.[40] Mit dem dynamischen Mitfahrsystem sollte die Mobilität im ländlichen Raum verbessert und insbesondere für Jugendliche attraktiv gehalten werden.[41]
  - flinc kooperiert mit mehreren deutschen Hochschulen. Durch enge Zusammenarbeit mit den ASten/Fachschaften und den Hochschulleitungen sollte die Mobilität an den Hochschulen verbessert werden.[42]

## Auszeichnungen
- 2014:  DB Next Station, Auszeichnung der Deutschen Bahn für Start-ups im Mobilitätsbereich.[43]

- 2013: Energy-Awards-Sieger Fortbewegungsmittel des Jahres[44]
- 2012:
  - Auszeichnung mit einem VisionAward 12.[45]
  - Sieger des Urban Solutions' Pitch 2012 in der Kategorie Mobilität und Logistik, einem Ideenwettbewerb für das städtische Leben von BITKOM und CeBIT[46]
- 2011: Gewinner des Gründungswettbewerbs Pioniergeist, verliehen von der Investitions- und Strukturbank Rheinland-Pfalz, den Volks- und Raiffeisenbanken und dem SWR Fernsehen.[47]

## Wettbewerber
Das irische Unternehmen Carma Technology Corporation verfolgt mit Echtzeit-Ridesharing und entsprechender iPhone-Applikation einen ähnlichen Ansatz wie flinc, allerdings ohne soziales Netzwerk und ohne direkte Integration in externe Navigationsanwendungen.

## Verweise
- flinc.org – Netzauftritt von flinc